# Cyclopinella tumidula
Cyclopinella tumidula is een eenoogkreeftjessoort uit de familie van de Schminkepinellidae. De wetenschappelijke naam van de soort is voor het eerst geldig gepubliceerd in 1913 door Sars G.O..